# Catholic-hierarchy.org
Catholic-hierarchy.org est un site internet présentant les diocèses de l'Église catholique, ainsi que les différents évêques, vicaires apostoliques et patriarches qui s'y sont succédé. Ce site n'est pas un site officiel de l'Église catholique.

## Historique et statut
Un habitant du Texas, David M. Cheney, commence en 1997 à rassembler et à publier des informations sur les diocèses de l'État où il vit alors. En 1998, il déménage dans le Missouri et ajoute les informations de cet État à sa base de données. En 1999, il publie une version du site recensant les informations de tous les diocèses des États-Unis. Au départ, cette collecte d'informations correspondait à une simple curiosité personnelle de la part de son auteur.
En 2002, ayant déménagé à Kansas City, David M. Cheney inaugure le site catholic-hierarchy le 30 janvier 2003, comprenant une base de données mondiale. Il ne dépend pas de l'Église catholique et n'est pas officiellement approuvé par elle. À l'été 2008, le site a franchi le seuil des dix millions de visites depuis son ouverture. En 2011, le site reçoit environ 6 500 visiteurs quotidiens, de 204 pays du monde. En 2017, le site reçoit 100 000 visiteurs par mois, et 600 000 sur la même période en 2022.
Selon le journal La Croix en 2008, le site est devenu une « référence mondiale » dans son domaine dans le sens où le site est énormément consulté,.

## Sources et références
- (en) Cet article est partiellement ou en totalité issu de l’article de Wikipédia en anglais intitulé « Catholic-Hierarchy.org » (voir la liste des auteurs).

1. 1 2 3  Site de l'éditeur
2. ↑  Page d'informations sur le site statmyweb.com.
3. 1 2 3  Nicolas Senèze, « David Cheney, l'homme qui recense les évêques », La Croix,‎ 24 novembre 2008 (ISSN 0242-6056, lire en ligne).
4. 1 2  (en) Kathleen Naab, « Hobby Turned Service to the Church », EWTN,‎ 29 mars 2011 (lire en ligne).
5. ↑  (it) Andrea Galli, « Chiesa digitale. L'uomo che sul web cataloga i vescovi del mondo », sur Avvenire, 27 octobre 2016 (consulté le 6 mai 2025).
6. ↑  (de) Felix Neumann, « Sie sammeln das Wissen der Weltkirche », sur katholisch.de, 8 août 2017 (consulté le 6 mai 2025).
7. ↑  (en) Hannah Brockhaus, « The ‘Random Catholic Dude’ behind the website chronicling the Catholic hierarchy », 27 novembre 2022 (consulté le 6 mai 2025).
8. ↑  « David Cheney, celui qui recense les évêques du monde entier », cath.ch,‎ 6 avril 2021 (lire en ligne, consulté le 1er septembre 2023)